# Emir Kusturica
Emir Kusturica (ejtsd: Kuszturica, Емир Кустурица) (Szarajevó, 1954. november 24. –) César-díjas szerb filmrendező, forgatókönyvíró, színész, producer, zenész és zeneszerző. Beceneve: Kusta. Az 1980-as évek óta rendez mozifilmeket. Alkotásait a legjelentősebb fesztiválokon díjazták, Cannes-ban például kétszer is elnyerte az Arany Pálmát. Különösen nagy visszhangot váltott ki az Underground (1995) című filmje. Voltak, akik remekműként méltatták, de igen sokan propagandafilmként értékelték, és Kusturicát Slobodan Milošević bérencének nevezték, aki szerintük ezzel a filmmel akarta tisztára mosni a Milošević-rezsimet. Alkotásainak valóságos védjegyévé vált barátja, Goran Bregović muzsikája. Hébe-hóba színészi feladatokat is vállal, A sziget foglya (2000) című drámában a magyar közönség is láthatta. 2005-ben áttért az ortodox hitre, új keresztneve: Nemanja.

## Pályafutása

### A kezdetek
A Kusturica család boszniai muszlim família, szláv ortodox gyökerekkel. Az apa, Murat jugoszlávok millióihoz hasonlóan lemondott a hitéről, hogy érvényesülni tudjon a kommunista világban. A kamasz Emir a szarajevói „rossz fiúk” társaságát kereste, szülei azonban még időben közbeléptek. Tudtak arról, hogy fiuk szívesen jár moziba, ezért arra ösztönözték, hogy tanuljon filmkészítést. Prágába küldték, a híres FAMU főiskolára, ahol a szakma olyan kiválóságai tanultak annak idején, mint Miloš Forman, Jiří Menzel és Goran Paskaljević. A diploma megszerzése után a tanárai szerint is kiemelkedően tehetséges fiatalember visszatért Szarajevóba, ahol először a tévé számára kezdett dolgozni. Korai alkotásaira a cseh új hullám és a jugoszláv „fekete film” látásmódjának keveredése jellemző. Ivica Matić művéből forgatta a Jönnek a menyasszonyok (1978) című tévéfilmjét, A Titanic bár (1979) pedig Ivo Andrić egyik elbeszélésén alapul. Mindkét filmre az esti jelenetek, a félhomályos belsők használata, a realizmus iránti igény jellemző, témájukat tekintve pedig a későbbi nagyfilmek számos motívumát előlegezik meg.

### Az első sikerek
Kusturica nevét mindjárt első mozifilmje, az Emlékszel Dolly Bellre? (1981) nemzetközileg ismertté tette. A Magyarországon a „szerb Megáll az idő”-ként is emlegetett dráma főhőse, Dino az 1960-as évek Szarajevójában él egy szükséglakásban szüleivel és testvéreivel. Az apa vakbuzgó kommunista, fiait is ennek szellemében próbálja nevelni, ám Dinót az eszméknél sokkal jobban érdekli egyik haverja szépséges barátnője, Dolly Bell… Kusturica a szatíra eszközeivel ábrázolja a kommunista Jugoszlávia hétköznapjait a ’60-as években, képei ugyanakkor szinte neorealista jellegűek. A filmet a Velencei filmfesztivál nagydíjával tüntették ki: az akkor éppen katonai szolgálatát teljesítő Kusturica különleges engedéllyel utazhatott el a díj átvételére.
A rendező következő munkája, A papa szolgálati útra ment (1985) már Cannes-ban diadalmaskodott. Kusturica egy kisfiú szemszögén keresztül mutatja be a személyi kultusz világát, ahol a rendszer kiszolgálójából hamar a rendszer ellensége válik, akit kényszermunkára küldenek. Felesége azt mondja a fiuknak, hogy „a papa szolgálati útra ment”. A hasonló sztálinista törvénysértéseket feltáró magyar alkotások drámai hangvétele helyett Kusturica inkább a groteszk eszközeivel él, a szocializmust idiotisztikus rendszernek ábrázolja, amely ugyan „megbolondította” az embereket, de nem volt képes mélyen, tömegméretekben átformálni őket. Az 1980-as évek közepének Jugoszláviáját azonban mindinkább szétfeszítették az ellentmondások, érlelődött a délszláv háború. Kusturica következő filmje, a Cigányok ideje (1988) úgy kötődik a valósághoz, hogy közben el is szakad tőle: gyerekkereskedelemmel foglalkozó cigány szereplői mese és valóság határán állnak. Történetüket a művész hol szinte már bűnügyi, hol pedig melodramatikus hangvétellel adja elő, melyhez a zenei hátteret Goran Bregović autentikus szerzeményei és eredeti roma dalok szolgáltatják. A szereplők egyformán kiválóak, mind a hivatásos, mind az amatőr közreműködők. A Cigányok ideje egyáltalán nem azt a „vadromantikus” stílust követi, mint Aleksandar Petrović akkortájt bő 20 esztendős világsikere, a Találkoztam boldog cigányokkal is (1967). A gyerekkereskedelem témája egy friss jugoszláv filmből, Goran Paskaljević Őrangyal (1987) című drámájából származik.

### Útkeresés
A Cigányok ideje után a rendező egy újabb Ivo Andrić-mű, a Híd a Drinán megfilmesítésére készült, ám félbehagyta a nagyszabású vállalkozást. Ajánlatot kapott ugyanis az Amerikai Egyesült Államokból, ahol 1988-tól kezdve két évig a Columbia Egyetemen tartott előadásokat. Ezután megpróbált visszatérni hazájába, ahonnan a háború kitörése miatt Párizsba emigrált. 1991-ben francia–amerikai koprodukcióban fogott hozzá az Arizonai álmodozók című filmjéhez, melynek extravagáns főszereplőit olyan sztárok formálták meg, mint Johnny Depp, Faye Dunaway, Jerry Lewis és az akkoriban még kevésbé ismert Lili Taylor és Vincent Gallo. Az „amerikai álom”-ról szóló alkotásban Kusturica alaposan szabadjára engedte fantáziáját, szürrealisztikus meséjét azonban a kritikusok többnyire elutasítóan fogadták. Az 1993-as bemutató idején ugyanis már dúlt a délszláv háború, és az ítészek nemtetszésüket fejezték ki amiatt, hogy egy bosnyák művész látványosan elkerüli az állásfoglalást egy, az aktuális valóságtól elrugaszkodó, tetszetősen előadott, részleteiben erős, egészében azonban felejthető filmmel.
Az Arizonai álmodozók fogadtatása a zömmel negatív kritikák ellenére is langyosnak volt mondható ahhoz a felzúduláshoz képest, amit az Underground (1995) váltott ki. A jugoszláv történelem ötven évét feldolgozó, szédületes tempójú vízió azt sugallja, hogy a háború valójában sosem ért véget a Balkánon, csupán az ellenség változott. A helyenként Federico Fellini áradó fantáziáját idéző alkotás szakmai erényeit nemigen vitatta senki, ennek tudható be cannes-i győzelme is. Annál hevesebb viták tárgyát képezte a film politikai tartalma: a nyugati és közép-európai értelmiség úgy ítélte meg, hogy az Underground valójában egy szerb propagandafilm egy bosnyák (!) művész által elkészítve, melyet a Milošević-rezsim finanszírozott. (A mű egyébként francia–jugoszláv–német–magyar koprodukció!) Elnézőbb kritikusok szerint Kusturica maga sem nagyon értette, mi folyik éppen a Balkánon. A rendezőt rendkívül felzaklatta a sok, szerinte igazságtalan támadás, forró fejűen még azt is kilátásba helyezte, hogy a továbbiakban felhagy a rendezéssel. Műve védelmében annyit mondott, hogy valójában egyetlen fél oldalán sem kívánt állást foglalni, célja annak bemutatása volt, hogy hamis illúzió az egymással békében élő, soknemzetiségű Jugoszlávia titói képének fenntartása. Az idő múlásával lecsillapodtak a kedélyek, az Underground értékelése is egyre árnyaltabb lett, ám az tagadhatatlan, hogy a filmnek köszönhetően Kusturica egy időre kiesett a moziközönség kegyeiből.

### Macskajaj és macskazaj
Az 1998-as Macska-jaj ismét egy szeretnivaló, hamisítatlan Kusturica-film, amely újra szeretett cigányainak világában játszódik, látszólag távol minden politikától. Valójában azonban a Macska-jaj is egy csipetnyi Balkán, ahol Matko, az ügyefogyott cigányember egy olajszállítmányt szeretne megkaparintani, ám ehhez össze kell fognia a nőfaló Dadannal… A rendező féktelen fantáziája ezúttal is szabadon árad: van itt fára aggatott fúvószenekar, tölgyfatuskóban bujkáló menyasszony, jégbe fagyasztott nagyapa feltámadása, disznó által felzabált Trabant stb. stb. A fergeteges humorú filmszatírának köszönhetően Kusturica ismét visszalopta magát a közönség és a kritika kegyeibe. 2000-ben szerepelt az A sziget foglya című francia-kanadai filmdrámában Juliette Binoche és Daniel Auteuil oldalán. A 2001-ben bemutatott Umca-umca, macskazaj című dokumentumfilmje a No Smoking Orchestra és az ún. „balkáni punk” történetét mutatja be koncertrészletek, archív képkockák és szuper 8-as családi felvételek, no és persze rengeteg zene segítségével. (Az együttesnek egyébként maga Kusturica is tagja mint gitáros.)
2004-ben mutatták be Az élet egy csoda című filmet, amely akár az Underground szerényebb léptékű változataként is felfogható. A helyszín a háború sújtotta Bosznia. Egy kis faluba érkezik Luka, a szerb mérnök és családja, hogy kisvasutat építsenek, amely felvirágoztatja a kis közösség életét, ám a háború – bármennyire is nem akar róla tudomást venni a főhős – megzavarja az idillt… A 2007-es cannes-i fesztiválon volt a világpremierje Kusturica Az ígéret szép szó című alkotásának, mely langyos fogadtatásban részesült, számos kritikus szerint a rendező fáradtan ismételgeti benne önmaga poénjait. A film már a forgatás időszakában helyet kapott a bulvársajtóban, ahol arról cikkeztek, hogy Kusturica állítólag 500 eurós fizetség fejében olyan statisztát keresett, aki hajlandó a kamerák előtt intim kapcsolatba kerülni egy kocával. 2007 júniusában mutatták be azt a rockoperát, amely a művész egyik legsikeresebb filmje, a Cigányok ideje alapján készült. Egy hónappal később Kusturica videóklipet rendezett Manu Chao Rainin In Paradize című dalához.
2008. január 14. és január 21. között Kusturica művészfilmekből és kezdő rendezők alkotásaiból összeállított fesztivált tartott a Mokra Gora-i Drvengradban (a Küstendorf néven is ismert falut maga Kusturica építtette Az élet egy csoda című filmje forgatása alkalmával). 2014. május elsején fellépett a Budapest Parkban a No Smoking Orchestrával.

## Magánélete
Kusturica felesége Maja Kusturica. A házaspárnak két gyermeke van, Stribor és Dunja.

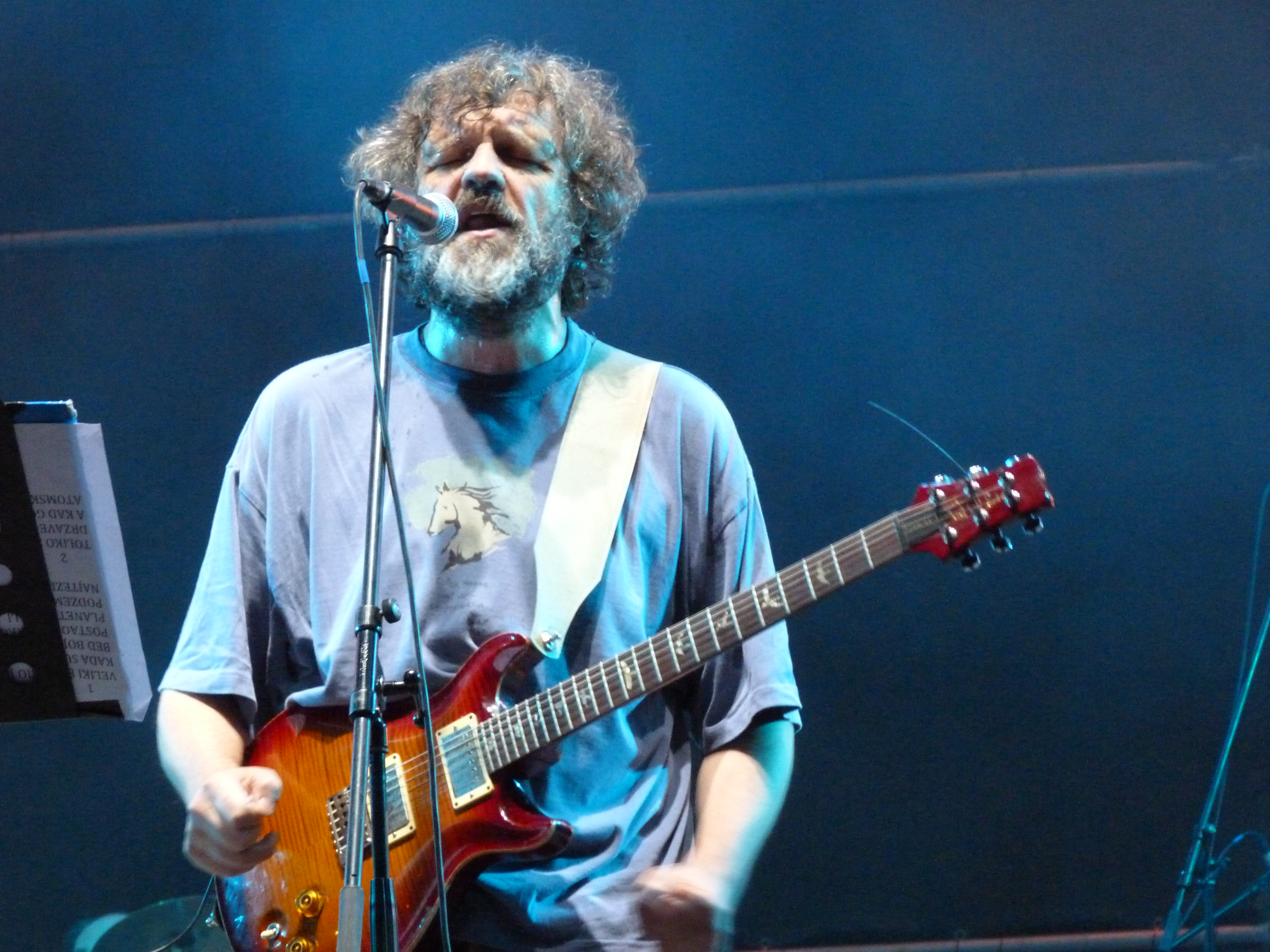
Emir Kusturica a Budapest Parkban

## Rendezései
- 2018  El Pepe, Una Vida Suprema (dokumentumfilm)
- 2016  Tejben, vajban, szerelemben (On the Milky Road)
- 2008 Maradona by Kusturica (dokumentumfilm)
- 2007 Az ígéret szép szó (Zavet)
- 2006  Az élet egy csoda (Život je čudo) (a 2004-es film öt órás vágása, melyet tévésorozatként adtak le)
- 2005  Láthatatlan gyerekek / Isten bárányai (All the Invisible Children) (a Blue Gypsy című epizód)
- 2004 Az élet egy csoda (Život je čudo)
- 2001 Umca-umca, macskazaj (Super 8 Stories) (dokumentumfilm)
- 1998 Macska-jaj (Crna mačka, beli mačor)
- 1997  Magic Bus (rövidfilm)
- 1995 Underground
- 1995  Volt egyszer egy ország (Bila jednom jedna zemlja) (az Underground tévésorozat-változata)
- 1993 Arizonai álmodozók (Arizona Dream)
- 1988 Cigányok ideje (Dom za vešanje)
- 1985 A papa szolgálati útra ment (Otac na službenom putu)
- 1981 Emlékszel Dolly Bellre? (Sjećaš li se Dolly Bell)
- 1979  A Titanic bár (Bife Titanik) (tévéfilm)
- 1978  Jönnek a menyasszonyok / Új asszonyt keresünk (Nevjeste dolaze) (tévéfilm)
- 1978  Guernica (rövidfilm)

## Fontosabb díjak és jelölések

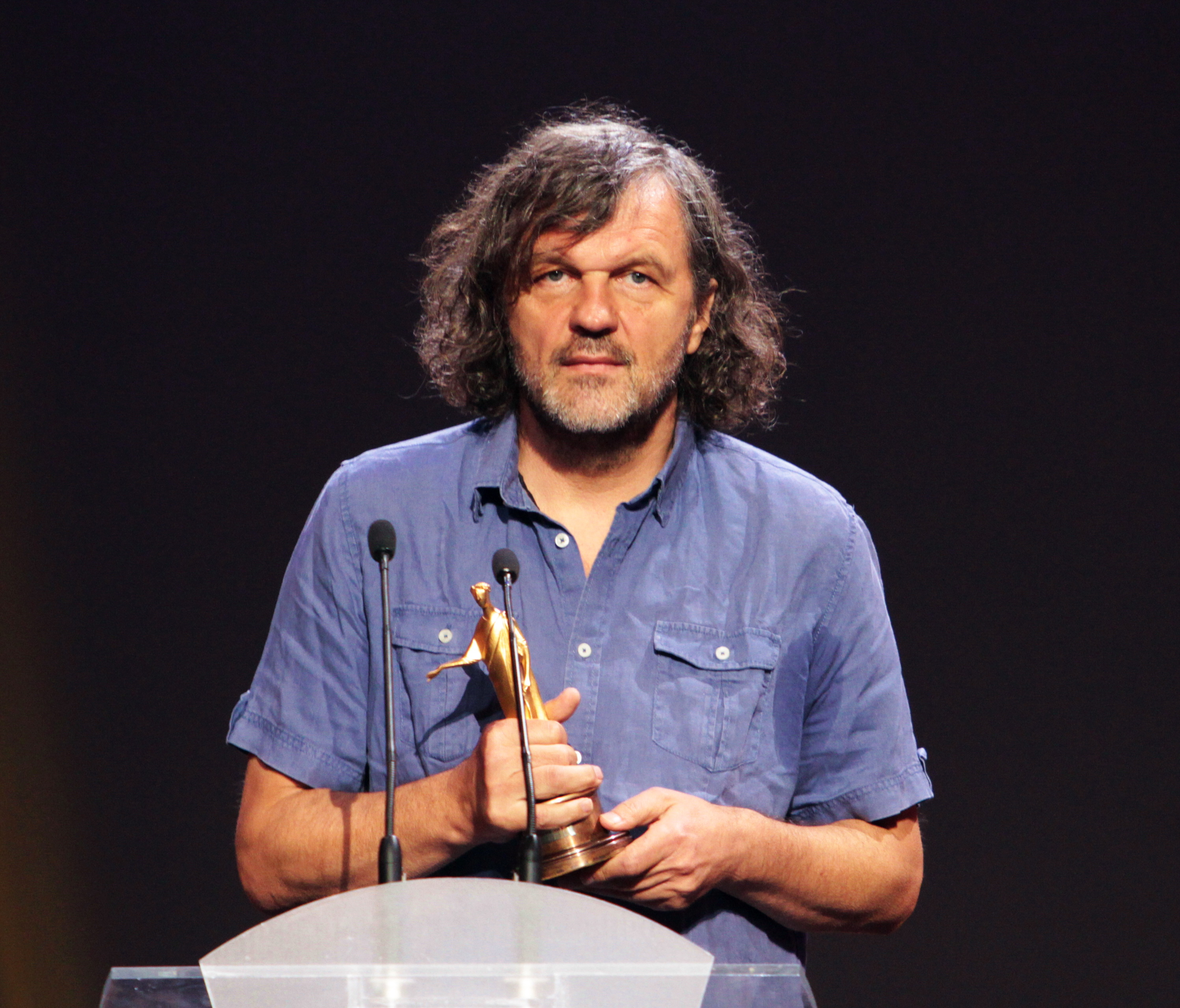
Kusturica 2013-ban az Odesszai Nemzetközi Filmfesztiválon

### Berlini filmfesztivál
- 1993 jelölés Arizonai álmodozók (Arany Medve)
- 1993 díj Arizonai álmodozók (Ezüst Medve)

### Cannes-i filmfesztivál
- 1985 díj A papa szolgálati útra ment (Arany Pálma, FIPRESCI-díj)
- 1989 jelölés Cigányok ideje (Arany Pálma)
- 1989 díj Cigányok ideje (legjobb rendezés díja)
- 1995 díj Underground (Arany Pálma)
- 2004 jelölés Az élet egy csoda (Arany Pálma)
- 2004 díj Az élet egy csoda (Közoktatás díja)
- 2007 jelölés Az ígéret szép szó (Arany Pálma)

### Velencei filmfesztivál
- 1981 díj Emlékszel Dolly Bellre (Arany Oroszlán, FIPRESCI-díj)
- 1998 díj Macska-jaj (Laterna Magica-díj, Kis Arany Oroszlán, Ezüst Oroszlán)
- 1998 jelölés Macska-jaj (Arany Oroszlán)

### César-díj
- 1990 jelölés Cigányok ideje (legjobb külföldi film)
- 1996 jelölés Underground (legjobb külföldi film)
- 2001 jelölés A sziget foglya (legjobb mellékszereplő)
- 2005 díj Az élet egy csoda (az EU legjobb filmje, megosztva a Még egy csók című filmmel)

### Európai Filmdíj
- 2001 jelölés Umca-umca, macskazaj (legjobb dokumentumfilm)

### Kinema Junpo-díj
- 1997 díj Underground (legjobb külföldi filmrendező)